# ویلیام راجرز (نماینده پارلمان)
ویلیام راجرز (1497/98 – 1553)، اهل نورویچ، نورفولک، سیاستمدار انگلیسی بود.
او در سال ۱۵۴۲ عضو پارلمان (MP) نورویچ و همچنین از سال ۱۵۴۲ تا ۴۳ شهردار این شهر بود.